# Ketelstraat (Arnhem)
De Ketelstraat is een winkelstraat in Arnhem en loopt van noordoost naar zuidwest tussen de Velperbinnensingel en het Nieuwe Plein, en wordt begrensd door het Land van de Markt en de Vijzelstraat.
De straat is bekend van de Nederlandse versie van het bordspel Monopoly, waar het samen met de Steenstraat en het Velperplein "Arnhem" vormt.

## Winkelaanbod
De Ketelstraat is voor winkels de duurste huurlocatie van Arnhem. In de Ketelstraat zijn naar schatting meer dan 100 winkels gevestigd, waaronder grote winkelketens zoals Xenos, H&M, Primark, Ziengs en Zara. Rondom dit gebied proberen diverse kwartieren zich te profileren, zoals het Eiland, het Stegenkwartier, het Rozetkwartier, het Korenkwartier, het Musis Kwartier, de 7 straatjes, het Hemelrijk, de Singels en het centraal stationsgebied. 
De nadruk van het aanbod ligt op kleding en mode via ketens. Het aantal zelfstandige winkels is in 40 jaar sterk teruggelopen. Kleding- en schoenenzaken overheersen sinds de jaren 1990 het straatbeeld. 